# Varpställning

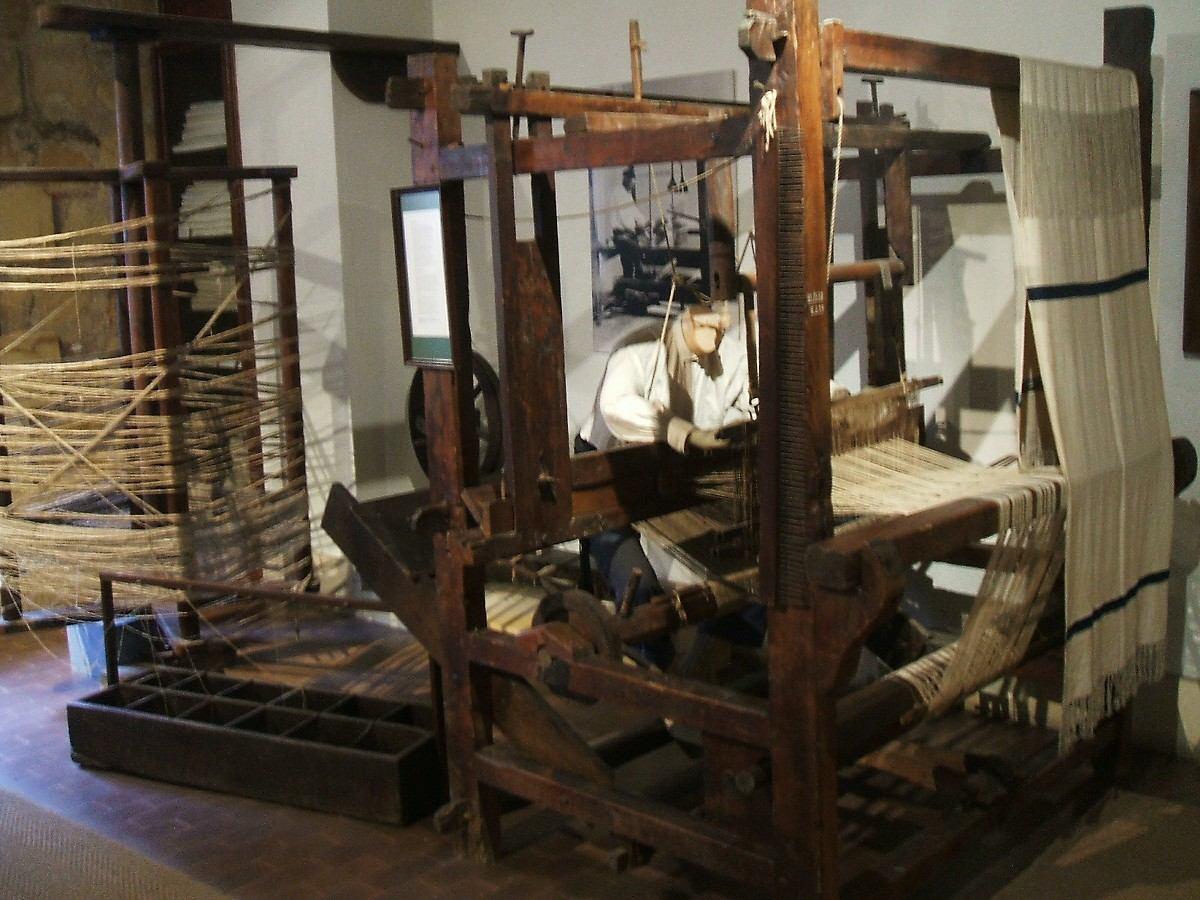
Vävstol med varpen synlig till höger. Varpställning till vänster om vävstolen.

Varpställning är det redskap med vilket man lindar upp varpen i hela dess längd. I gamla bondehem förekommer att man finner hål i golv och tak som använts för att anbringa varpställningens centrumaxel, kring vilken en fyrkantig träkonstruktion är uppbyggd (ofta ihopvikbar).
I nederkanten av varpställningen sitter skälpinnarna som skapar det skäl som är nödvändigt för att identifiera i vilken exakt ordning trådarna ska anbringas vid pådragning och den följande solvningen. Avståndet mellan sidorna i varpställningen avgör hur många varv varpen behöver gå för att få rätt längd. För en lång varp blir det många varv, och fästpinnen kring vilken man vänder, blir placerad högt upp i ställningen. Vanliga mått på varpställningens sidor är 1 meter eller 75 cm. Avståndet fram till skälpinnarna ingår i varpflätans längd. Vid vävning i en liten vävstol brukar just det avståndet kunna motsvara effsingarnas längd. 
Varpning sker med valfritt antal trådar åt gången, beroende på vad man ska väva och antal färgbyten samt tillgången till antal rullar garn. För en ripsväv med många trådar är att föredra 4 eller 6 trådar åt gången vid varpningen, som sprids mellan fingrarna för att motverka inbördes tvinning.